# 日本化学会
公益社団法人日本化学会（にほんかがくかい、英: The Chemical Society of Japan, 略称：CSJ）は、化学に関連する仕事をしている研究者・企業人・学生を主な構成員とする日本の学会。創立140年を超える国内最大の自然科学系学術組織であり、アメリカ化学会に次いで世界第2位の規模を誇る。

## 沿革

### 日本化学会の設立
日本化学会の前身である化学会は、1878年（明治11年）4月26日に東京大学理学部化学科の学生25名によって結成されたのが始まりで、設立はイギリス化学会（1841年、現・王立化学会）、フランス化学会（1857年）、ドイツ化学会（1867年）、ロシア化学会（1868年）、アメリカ化学会（1876年）に続く世界で6番目のことだった。初代会長は久原躬弦である。

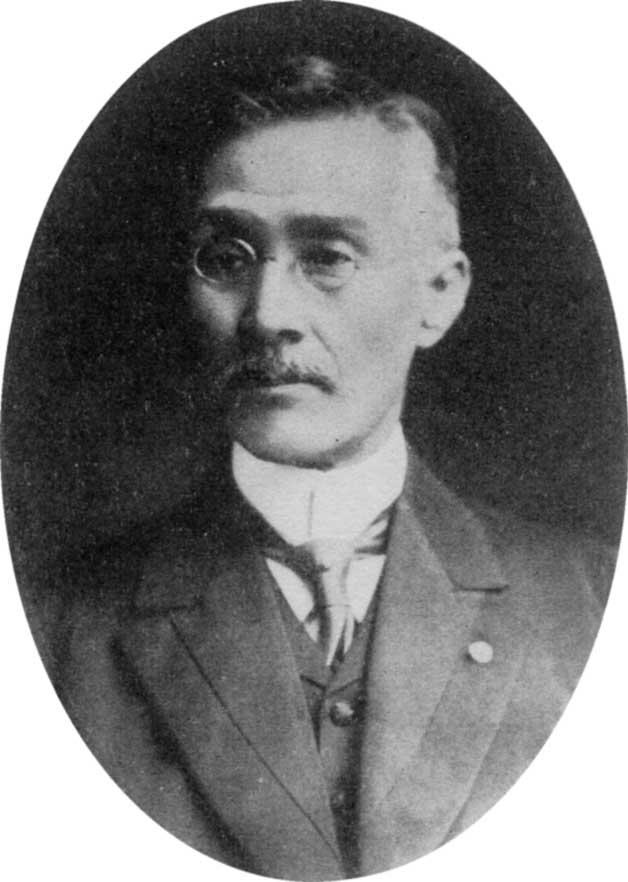
久原躬弦 博士

1879年に「東京化学会」と改名され、日本初の科学雑誌「東京化学会誌」が刊行された。東京大学理学部の教官や卒業生を中心に運営されていたが、次第に会員数が1050人まで増加し分布が拡大したため、1921年（大正10年）に「日本化学会」と再び改名された。しかし、化学が学問として根付く過程は決して平坦なものではなく、例えば創立5年目から2年間会長を務めた櫻井錠二は早くからイギリスの化学者ジョン・ドルトンが提唱した原子論を信奉し純正化学教育の重要性を主張してきたが、化学を経験に基づく実学と捉える多数の会員から「空理空論の輩」と非難され1886年（明治19年）に会長職を追放される。

### 櫻井錠二会長の追放
当時東京化学会においては化学用語の訳語の統一が重大な課題として挙がっており、櫻井も訳語選定委員を務めていた。特に大きな問題になったのは化学と舎密学の対立であった。江戸時代に舎密の語が作られた当時には理論化学と呼べるような体系はまだ構築されていなかった。そのため、舎密は応用化学を指す語として受け入れられてきた。大日本帝国時代になっても工業化学分野では根強い支持があった。1884年（明治17年）に化学を舎密学と改めることについての全会員73名による投票が行われ、賛成35名で否決されている（改定には2/3の賛成が必要とされていた）。このような状況下で櫻井は現在の物理化学の発展と化学が原子運動を解析する学問となるであろうとする展望についての会長講演を行った。しかしこの講演はむしろ工業化学派の反感を呼んだと思われ、当時ドイツに滞在していた薬学者の長井長義を会長として迎えるクーデター人事により会長職を追放された。しかし1903年（明治36年）に会長に再選された。

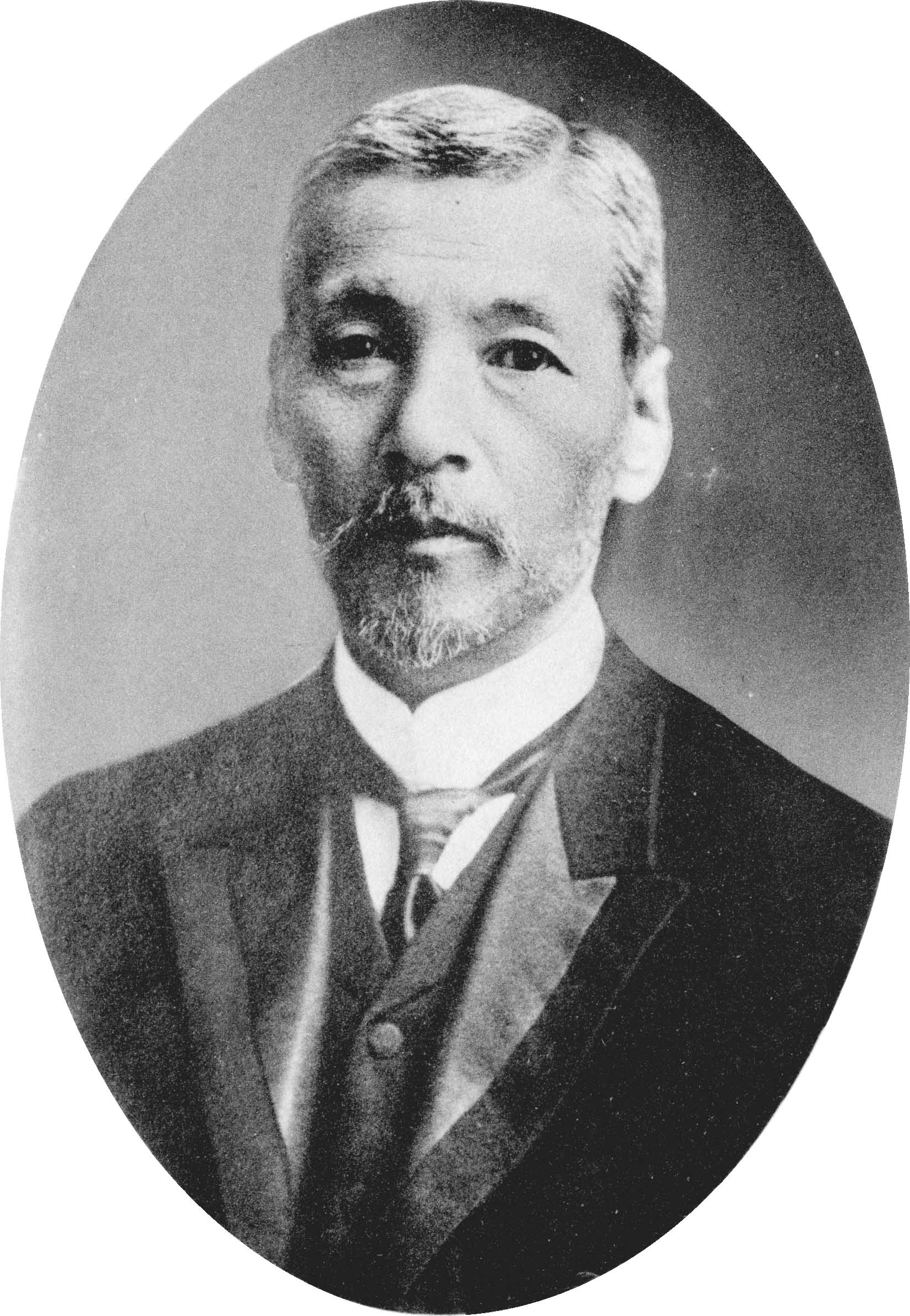
櫻井錠二

1925年（大正14年）には、「日本十大発明家」の1人でありグルタミン酸ナトリウムの発見者池田菊苗の還暦祝賀記念に際して醵金された資金が日本化学会に寄付され、1926年（大正15年）に日本を代表する化学分野の総合論文誌である英文論文誌「Bulletin of the Chemical Society of Japan」が創刊された。

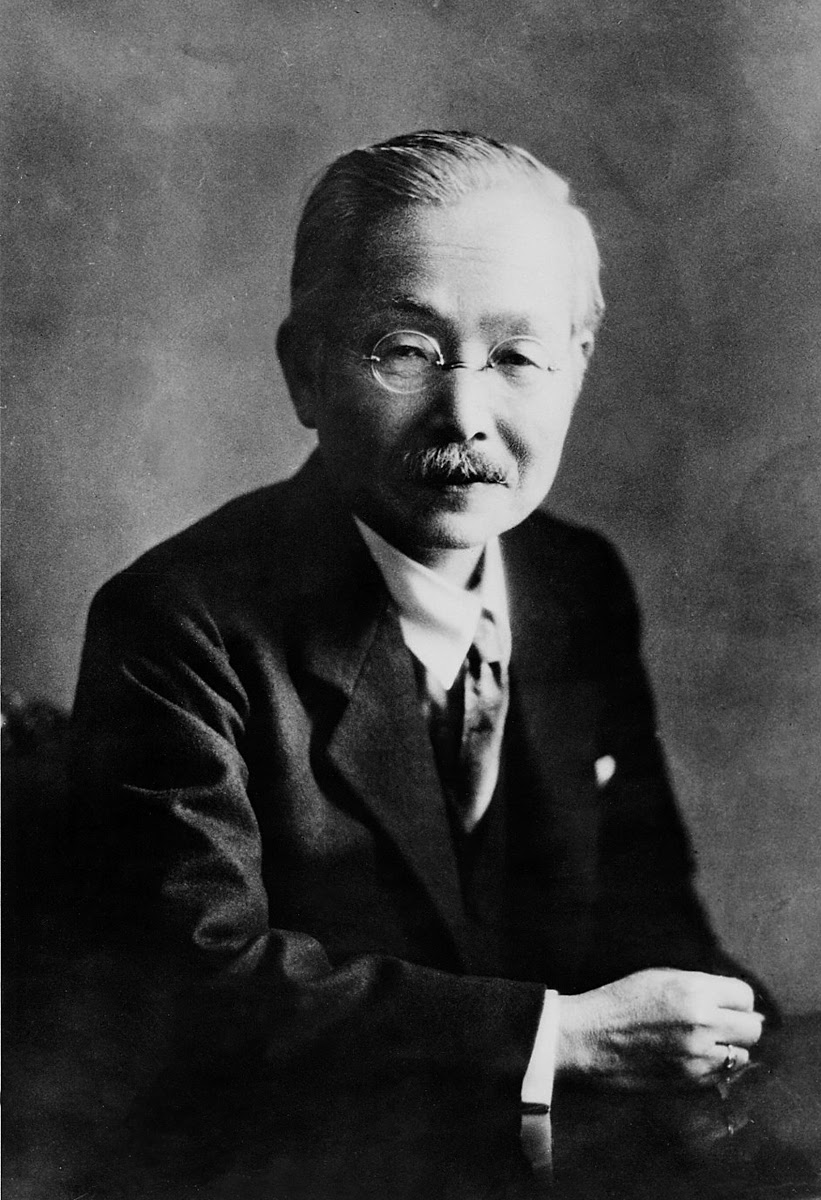
池田菊苗

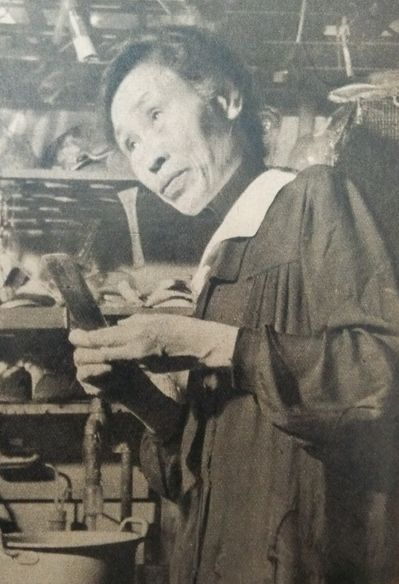
黒田チカ（東北帝大卒、日本初の女性化学者）

1907年（明治40年）、櫻井錠二は在職25年記念祝賀会に有志から寄せられた基金を会に寄付し、優秀な研究者に桜井褒章を授与し「日本化学会賞」の起源となった。更に昭和11年、真島利行の還暦祝賀会に寄せられた醵金を基に真島褒章が設立され、第1回真島賞は「紅花の色素カルタミンの構造決定」という功績に対し日本最初の女性化学者黒田チカに授与された。天然色素に関する黒田の研究に関して、2013年に日本化学会がその関連資料を化学遺産に認定した。

### 工業化学会の設立
工業化学会の設立は1898年（明治31年）である。初代会長は旧幕時代にオランダで化学を学修し、明治政府にあって農商務大臣や文部大臣を歴任した榎本武揚、副会長には東京化学会常議員の森省吉が就任した。

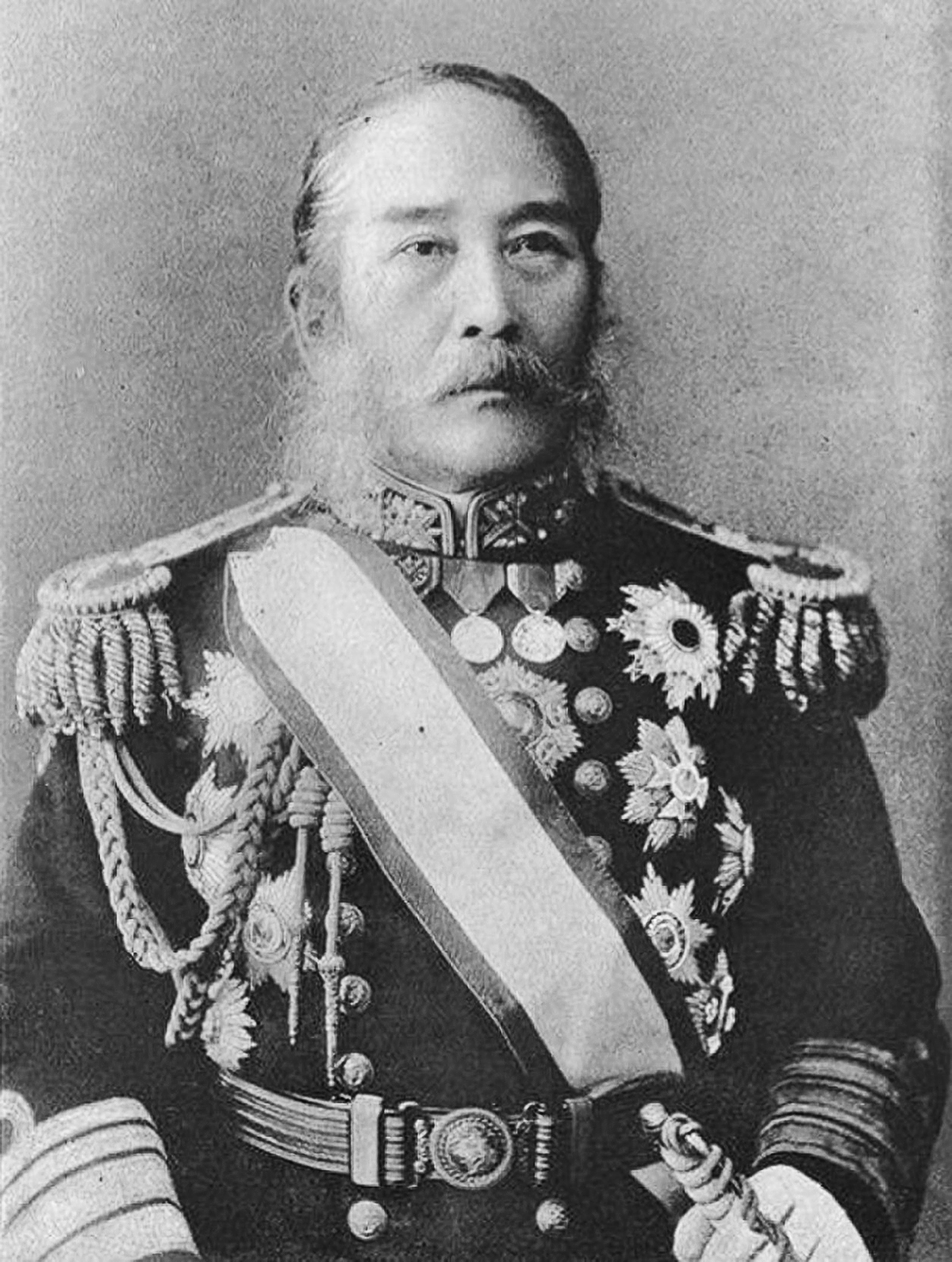
晩年の榎本武揚

日本化学会の事務は創立以来東京帝国大学内で執られてきたのに対し、工業化学会は本部の移動が多く大正10年（1921年）には牛込区柳町、大正15年（1926年）には本郷区森川町、昭和6年（1931年）には麹町区丸の内に設置される。昭和16年（1941年）に、現在日本化学会本部が位置する神田区駿河台1丁目に敷地面積211坪、延べ床面積70坪の建物を購入し社団法人化された。

### 日本化学会と工業化学会の合併
第二次世界大戦に突入し戦局が進むにつれ、会員の中から応召される者が増加した。応召会員には会費免除の処置をとっていたが、その一方で会誌に戦死者の氏名が掲載されることも多くなっていった。終戦に際し会員名簿を整理した際、連絡がつかずに名簿から削除した会員の人数は両学会合計で全体の約30%にあたる7000名に上った。学会活動は、昭和21年（1946年）の初期頃から再開された。昭和22年（1947年）は、化学工業会の創立50周年であったが、旅行の困難さのために記念年会は東京と京都で分けて行わざるを得なかった。
敗戦は両学会、特に日本化学会の財政事情を悪化させたが、それよりも「化学と化学工業の関係」に関する本質的な議論が昭和21年（1946年）頃から始まった。共に大阪大学の教員であった千谷利三、赤堀四郎（日本化学会側）、香坂要三郎（工業化学会側）の議論が出発となって両学会を育成した他地区の人達にも理解され、昭和21年（1946年）11月に東京都で第1回合同会議が開催された。そして翌昭和22年（1947年）10月と11月に両学会はそれぞれ臨時総会を開催し合併を決議した。そして昭和23年（1948年）1月から新しく日本化学会が発足し、初代会長として後に日産化学工業社長や日本経済団体連合会会長を務める貴族院議員の石川一郎が就任した。2011年（平成23年）には公益社団法人化され、まさしく現在の公益社団法人日本化学会が正式に発足した。
- 1878年（明治11年） - 前身である化学会として創立、1879年に東京化学会と改称
- 1921年（大正10年） - 日本化学会と改称
- 1941年（昭和16年） - 社団法人化
- 1947年（昭和23年） - 工業化学会と合併
- 2011年（平成23年） - 内閣府所管の公益社団法人化

### 記念式典の開催
昭和28年（1953年）、日本化学会創立75周年に伴い、当時の石油化学の世界的権威者であるアメリカ合衆国のエゴロフ博士（Gustav Egloff）、レッペ合成で知られる西ドイツのレッペ博士（Walter J. Reppe）、有機化学の泰斗英国のロバート・ロビンソン博士（Robert Robinson）を招いて記念式典を開催した。
昭和53年(1978年）には、日本化学会が創立100周年を迎え祝賀式典を開催し、記念事業として「日本の化学百年史」（東京化学同人）、「日本の化学」（化学同人）」を出版する。また、100周年記念としてアメリカ化学会と合同でハワイのホノルルで国際学会を開催している。これがきっかけで環太平洋国際化学会議が5年に一度ずつ開催されている。

### 創立125周年記念式典の開催
日本化学会は2003年に創立125周年を迎えた。2003年（平成15年）3月18日から21日にかけて、第83回春季年会が早稲田大学西早稲田キャンパスで開催された。その2日目にあたる3月19日、キャンパスに隣接する「リーガロイヤルホテル東京」で、天皇・皇后（現在の上皇・上皇后）の臨席のもと記念式典とレセプション、また夕刻から常陸宮正仁親王・正仁親王妃華子の臨席のもと、祝賀会（春季年会懇親会を兼ねたもの）が挙行された。
そのほか文部科学大臣の祝辞の代読者として御手洗康文（文部科学事務次官）や長倉三郎（日本学士院長）や、国外からの来賓としては国際純正・応用化学連合（通称IUPAC）会長、FACS（アジア化学会連合）会長、カナダ化学会代表、中国化学会副会長、フランス化学会会長、ドイツ化学会副会長、イタリア化学会副会長、韓国化学会会長、イギリス王立化学会会長、アメリカ化学会会長、台湾化学会会長が出席した。
さらにロアルド・ホフマン（コーネル大学教授）、李遠哲（カリフォルニア大学バークレー校名誉教授）、ジャン＝マリー・レーン（ルイ・パスツール大学）、ハロルド・クロトー卿（サセックス大学、フラーレン発見者）のノーベル化学賞受賞者4名も出席していた。
また記念出版、記念講演会などの行事を行うとともに、その年を「化学の年」として全国各地で化学の普及事業が活発に展開された。
2018年、創立140周年を迎えた。

## 活動
2022年現在、会員数は約27,000名である。毎年3月下旬に行われる年会（参加人数約9,000～10,000名、講演約6,000件）を開催している。また、下部組織の多くの部会・支部・研究会によって、年間を通じて各種討論会・発表会を開催している。5年毎にハワイで行われる国際学会環太平洋国際化学会議 (PACIFICHEM) を他国の学会と共同で主催している。2016年に中高生会員制度を新たに導入した。
また、通常の受賞制度以外にも、フェロー制度、年会におけるハイライト講演（講演15～23件）の記者発表などの、事実上の表彰制度もある。

### 日本化学会が発刊する学会誌
会誌として『化学と工業』および『化学と教育』を、学術論文誌として英文誌Bulletin of the Chemical Society of Japanおよび英文速報誌Chemistry Lettersを発行している。

### 国際化学オリンピックへの代表派遣
1998年、国際的にも通用する若い化学者を育てることを目的として「化学グランプリ」が開催された。現在は約4,000名の参加者があり本大会で選抜された高校生は、毎年7月に10日間の予定で開催される国際化学オリンピックに参加することができる。 2018年の第50回化学オリンピックでは、代表生徒4名（金メダル1名、銀メダル2名、銅メダル1名）、2019年の第51回では代表4名（金メダル2名、銀メダル2名）を派遣した。2022年に行われた第54回国際化学オリンピック（主催国は中国天津）では2003年の派遣開始以来、初めて日本代表生徒4名全員が金メダルを獲得し、全員が厚生労働大臣による表彰を受けた。

### 吉野彰研究助成事業
リチウムイオン二次電池開発における革新的な功績により2013年度にThe Global Energy Prize（2002年にロシアが創設したエネルギー分野のノーベル賞と云われる最も権威ある賞）を受賞した吉野彰（旭化成株式会社名誉フェロー、日本化学会名誉会員）が、その報奨金をエネルギー・環境・資源分野の研究活動の活性化のために有効に使いたいとして日本化学会に寄附し、その基金を基として2014年に「吉野彰研究助成事業」を創設した。その後、吉野は2019年にノーベル化学賞を受賞している。

### 化学遺産委員会の創設
化学遺産（かがくいさん）とは、社団法人日本化学会の化学遺産委員会が日本の化学分野の歴史資料の中でも特に貴重な資料を遺産として認定したものである。これらの資料を次世代に受け継いでいくと共に、化学分野の技術と教育の向上・発展に寄与する事を目的とし、2010年3月に制定された、第1回には6件が認定された。初代委員長には京都大学名誉教授の植村榮、2代目委員長には東京理科大学名誉教授の宮村一夫が就任している。

## 歴代会長

### 旧・日本化学会（1878年 - 1947年）
- 1878年 : 久原躬弦、磯野徳三郎
- 1879年 : 高山甚太郎、磯野徳三郎
- 1880年 : 中沢岩太
- 1881年 - 1883年 : 松井直吉
- 1883年 - 1886年 : 桜井錠二
- 1886年 - 1892年 : 長井長義
- 1893年 : 松井直吉
- 1894年 - 1897年 : 高松豊吉
- 1898年 : 久原躬弦
- 1899年 - 1901年 : 松井直吉
- 1902年 : 高松豊吉
- 1903年 - 1904年 : 桜井錠二
- 1905年 : 松井直吉
- 1906年 : 高山甚太郎
- 1907年 : 田原良純
- 1908年 : 垪和為昌
- 1909年 : 桜井錠二
- 1910年 : 松井直吉
- 1911年 : 高松豊吉
- 1912年 : 桜井錠二
- 1913年 : 池田菊苗
- 1914年 : 田原良純
- 1915年 : 桜井錠二
- 1916年 : 鈴木梅太郎
- 1917年 : 井上仁吉
- 1918年 : 吉武栄之進
- 1919年 : 松原行一
- 1920年 : 亀高徳平
- 1921年 - 1922年 : 片山正夫
- 1923年 : 麻生慶次郎
- 1924年 : 大幸勇吉
- 1925年 - 1926年 : 柴田雄次
- 1927年 : 近重真澄
- 1928年 : 高松豊吉
- 1929年 : 菅沼市蔵
- 1930年 : 小川正孝、田丸節郎
- 1931年 : 飯盛里安
- 1932年 : 松井元興
- 1933年 : 鈴木庸生
- 1934年 : 真島利行
- 1935年 : 鮫島実三郎
- 1936年 : 小林松助
- 1937年 : 久保田勉之助
- 1938年 : 小松茂
- 1939年 : 加福均三
- 1940年 : 田所哲太郎
- 1941年 : 柴田雄次
- 1942年 : 真島利行
- 1943年 : 武原熊吉
- 1944年 : 松浦新之助
- 1945年 : 山口与平
- 1946年 : 木村健二郎
- 1947年 : 堀場信吉

### 旧・工業化学会（1898年 - 1947年）
- 1898年 : 榎本武揚
- 1899年 : 渡辺洪基
- 1900年 : 榎本武揚
- 1901年 : 山尾庸三
- 1902年 : 大鳥圭介
- 1903年 : 榎本武揚
- 1904年 : 大鳥圭介
- 1905年 : 山尾庸三
- 1906年 : 榎本武揚
- 1907年 : 大鳥圭介
- 1908年 : 榎本武揚
- 1909年 : 高山甚太郎
- 1910年 : 高松豊吉
- 1911年 : 高山甚太郎
- 1912年 - 1913年 : 高松豊吉
- 1914年 - 1916年 : 河喜多能達
- 1917年 - 1918年 : 鴨井武
- 1919年 - 1920年 : 小寺房治郎
- 1921年 - 1922年 : 佐伯勝太郎
- 1923年 : 矢野道也
- 1924年 : 田中芳雄
- 1925年 : 藤野懿造
- 1926年 : 小林久平
- 1927年 : 大島義清
- 1928年 : 水田政吉
- 1929年 : 山村鋭吉
- 1930年 - 1931年 : 西川虎吉
- 1932年 : 荘司市太郎
- 1933年 : 井上仁吉
- 1934年 : 松井元太郎
- 1935年 : 厚木勝基
- 1936年 : 三角愛三
- 1937年 : 中沢良夫
- 1938年 : 亀山直人
- 1939年 : 喜多源逸
- 1940年 : 黒田泰造
- 1941年 : 鉛市太郎
- 1942年 : 荘原和作
- 1943年 : 小栗捨蔵
- 1944年 : 牧鋭夫
- 1945年 : 井上春成
- 1946年 : 内田俊一
- 1947年 : 石川一郎

### 現・日本化学会（1948年 - 現在）
| 就任年 | 氏名       | 出身大学       | 備考                                                     |
| ------ | ---------- | -------------- | -------------------------------------------------------- |
| 1948年 | 石川一郎   | 東京帝国大学   | 日本経済団体連合会会長、昭和電工会長                     |
| 1949年 | 柴田雄次   | 同上           | 日本学士院長〈第15代〉、東京都立大学総長                 |
| 1950年 | 喜多源逸   | 同上           | 京都大学化学研究所所長                                   |
| 1951年 | 亀山直人   | 同上           | 日本学術会議会長〈初代・第2代〉                          |
| 1953年 | 野津龍三郎 | 京都帝国大学   | 京都大学化学研究所所長                                   |
| 1954年 | 原龍三郎   | 東京帝国大学   | 文化功労者                                               |
| 1955年 | 鮫島実三郎 | 同上           |                                                          |
| 1956年 | 井上春成   | 京都帝国大学   | 工業技術庁長官                                           |
| 1957年 | 永井雄三郎 | 東京帝国大学   | 東京都立大学総長                                         |
| 1958年 | 小竹無二雄 | 東北帝国大学   | 大阪市立大学理工学部長                                   |
| 1960年 | 永井彰一郎 | 東京帝国大学   |                                                          |
| 1961年 | 水島三一郎 | 同上           |                                                          |
| 1962年 | 安藤豊禄   | 同上           | 日本経済団体連合会常任理事                               |
| 1963年 | 仁田勇     | 同上           | 関西学院大学理学部長                                     |
| 1964年 | 内田俊一   | 同上           | 東京工業大学学長                                         |
| 1965年 | 木村健二郎 | 同上           | 東京女子大学学長                                         |
| 1966年 | 桑田勉     | 同上           |                                                          |
| 1967年 | 杉野目晴貞 | 東北帝国大学   | 北海道大学学長                                           |
| 1968年 | 桜田一郎   | 京都帝国大学   |                                                          |
| 1969年 | 赤堀四郎   | 東北帝国大学   | 大阪大学総長〈第7代〉、理化学研究所理事長                |
| 1970年 | 大山義年   | 東京帝国大学   |                                                          |
| 1971年 | 森野米三   | 同上           |                                                          |
| 1972年 | 児玉信次郎 | 同上           |                                                          |
| 1973年 | 堀尾正雄   | 京都帝国大学   |                                                          |
| 1974年 | 赤松秀雄   | 東京帝国大学   | 分子科学研究所所長〈初代〉                               |
| 1975年 | 野副鉄男   | 東北帝国大学   |                                                          |
| 1976年 | 井本稔     | 大阪帝国大学   |                                                          |
| 1977年 | 江上不二夫 | 東京帝国大学   | 日本学術会議会長〈第9代〉                                |
| 1978年 | 古川淳二   | 同上           |                                                          |
| 1979年 | 湯川泰秀   | 同上           |                                                          |
| 1980年 | 梅澤純夫   | 北海道帝国大学 |                                                          |
| 1981年 | 齋藤信男   |                |                                                          |
| 1982年 | 向坊隆     | 東京帝国大学   | 東京大学総長〈第21代〉                                   |
| 1983年 | 福井謙一   | 京都帝国大学   | アジア初のノーベル化学賞受賞者、日本学術振興会会長       |
| 1984年 | 長倉三郎   | 東京帝国大学   | 日本学士院長〈第23代〉、 国際純正・応用化学連合IUPAC会長 |
| 1985年 | 鶴田禎二   | 京都帝国大学   |                                                          |
| 1986年 | 向山光昭   | 東京工業大学   |                                                          |
| 1987年 | 吉田善一   | 京都帝国大学   |                                                          |
| 1988年 | 伊藤昌壽   | 同上           | 東レ社長                                                 |
| 1989年 | 田丸謙二   | 東京帝国大学   | 東京大学副学長                                           |
| 1990年 | 本多健一   | 同上           |                                                          |
| 1991年 | 田中郁三   | 同上           | 東京工業大学学長                                         |
| 1992年 | 岸本泰延   |                | 昭和電工社長                                             |
| 1993年 | 西島安則   | 京都大学       | 日本学術会議副会長                                       |
| 1994年 | 井口洋夫   | 東京大学       | 岡崎国立共同研究機構長                                   |
| 1995年 | 山本明夫   | 早稲田大学     | 東京工業大学資源科学研究所所長                           |
| 1996年 | 櫻井英樹   | 東京大学       |                                                          |
| 1997年 | 園田昇     |                |                                                          |
| 1998年 | 舘糾       |                | カネカ会長                                               |
| 1999年 | 井上祥平   | 東京大学       |                                                          |
| 2000年 | 村橋俊一   | 大阪大学       |                                                          |
| 2001年 | 岩村秀     | 東京大学       |                                                          |
| 2002年 | 野依良治   | 京都大学       | ノーベル化学賞受賞者・理化学研究所理事長                 |
| 2003年 | 瀬谷博道   | 東京大学       | 旭硝子（現AGC）社長                                      |
| 2004年 | 御園生誠   | 同上           | 製品評価技術基盤機構理事長                               |
| 2005年 | 村井眞二   | 大阪大学       |                                                          |
| 2006年 | 藤嶋昭     | 横浜国立大学   | 東京理科大学学長〈第9代〉                                |
| 2008年 | 中西宏幸   | 東北大学       | 三井化学会長                                             |
| 2010年 | 岩澤康裕   | 東京大学       |                                                          |
| 2012年 | 玉尾皓平   | 京都大学       | 京都大学化学研究所所長                                   |
| 2014年 | 榊原定征   | 名古屋大学     | 日本経済団体連合会名誉会長・関西電力会長                 |
| 2016年 | 山本尚     | 京都大学       | 文化功労者                                               |
| 2018年 | 川合眞紀   | 東京大学       | 自然科学研究機構長・文化功労者                           |
| 2020年 | 小林喜光   | 同上           | 東京電力ホールディングス会長・三菱ケミカル会長           |
| 2022年 | 菅裕明     | 岡山大学       |                                                          |
| 2024年 | 丸岡啓二   | 京都大学       | （内定）                                                 |

## 賞
- 日本化学会賞
  - 本会会員であって、化学の基礎または応用に関する貴重な研究をなし、その業績が特に優秀な者。既に他の賞を受賞した者も授賞対象とする。なお学術賞の受賞者で、学術賞受賞後さらに顕著な業績をあげた場合には、その部分について学会賞の授賞対象とする[8]。
- 学術賞
  - 本会会員であって、化学の基礎または応用のそれぞれの分野（①物理化学系（物理化学・工業物理化学）、②無機・分析化学系（無機・分析化学、無機工業・工業分析化学）、③有機化学系（有機化学・有機工業化学）、④材料化学・高分子化学系、⑤天然物化学・生体関連化学系（含医農薬）、⑥複合領域（含情報化学・計算機化学、地球化学、環境化学、資源・エネルギー）において先導的・開拓的な研究業績をあげた者で、授賞対象となる分野で本会会誌（Bull.Chem.Soc.JapanまたはChem.Lett.）に発表実績がある者、もしくはThe Chemical Recordに1報以上発表している者に授与する。
- 長倉三郎賞
  - 2021年4月、日本化学会名誉会員長倉三郎の遺族からの寄附により設立された[9]。本会個人正会員または教育会員であって、特に独創性の優れた研究成果または業績をあげた者で、かつ高い将来性が期待できる者に授与する。 なお、本賞においては受賞候補者の推薦を募らず、本賞の授賞年度における、日本化学会賞を除くすべての日本化学会各賞の受賞者を、長倉三郎賞の受賞候補者とする。
- 化学技術賞
  - 本会会員に限らず、わが国の化学工業の技術に関して特に顕著な業績のあった者に授与する。
- 進歩賞
  - 本会会員であって、化学の基礎または応用に関する優秀な研究業績をあげ、授賞対象となる分野に強く関連する論文を、本会会誌（Bull.Chem.Soc.JapanまたはChem.Lett.）に1報以上発表し、年齢が受賞の年の4月1日現在において満37歳に達していない者。
- 女性化学者奨励賞
  - 化学の専門性を活かした学術研究に傑出した業績と貢献がある者で、社会貢献にも努め、国内外での研究活動・交流を通して我が国の女性化学者の地位向上に寄与し、将来の科学者・技術者を目指す学生や若手研究者の目標となる本会女性の会員を対象とし、年齢が受賞の年の4月1日現在において満40歳に達していない者に授与する。
- 技術進歩賞
- 化学技術有功賞
- 功労賞
- 化学教育賞
- 化学教育有功賞

## 不祥事
- 2018年（平成30年）にYouTube上で公開された日本化学会制作のプロモーションビデオ内において不適切な表現があったとして、同年6月11日付で公式ホームページに会長名義の謝罪文を掲載し、動画を削除した[10]。動画内容は、女子大学生が既婚の男性教授に恋愛感情を募らせたことによって科学を志すようになるというもので、同会は「学生（特に女性）の科学への興味を軽視している不適切な表現がある」とした[11][12][13]。

## 本部アクセス
住所
- 〒 101ｰ8307  東京都千代田区神田駿河台1ｰ5（本部：化学会館）

交通
- JR中央・総武線「御茶ノ水駅」御茶ノ水橋口（徒歩3分）
- 東京メトロ丸ノ内線「御茶ノ水駅」出口2（徒歩4分）
- 東京メトロ千代田線「新御茶ノ水駅」出口B1（徒歩5分）